# ファブラボ
ファブラボ（英: Fab Lab、fabrication laboratory）は、 「ほぼあらゆるもの（"almost anything"）」をつくることを目標とした、3Dプリンタやカッティングマシンなど多様な工作機械を備えたワークショップ。世界中に存在し、市民が自由に利用できる事が特徴。「ほぼあらゆるもの」の中には、大量生産・規模の経済といった市場原理に制約され、いままでつくり出されなかったものが含まれる。ファブラボは、個人が、自らの必要性や欲求に応じて、そうした「もの」を自分（たち）自身で作り出せるようになるような社会をビジョンとして掲げており、それを「ものづくり革命 (Industrial (Re)volution：第２次産業革命）」とも呼んでいる。「ファブ」には、「Fabrication」（ものづくり）と「Fabulous」（楽しい・愉快な）の２つの単語がかけられている。

## 歴史
ファブラボは、マサチューセッツ工科大学（MIT）・メディアラボのCenter for Bits and Atoms（CBA）で行われていた研究の、アウトリーチ活動として始まった。ボストンの貧困層が住む地域と、インドの小さな集落にファブラボを設置したところ、多くのユーザが訪れ、市民自らがものを作り出す活動が自生的に始まったという。その後、Center for Bits and Atoms（CBA）ディレクターのニール・ガーシェンフェルドが、自らの人脈を辿ってノルウェーやスペインにファブラボを展開していった。それらの経緯はものづくり革命（英語版原著"FAB":The Coming Revolution on Your Desktop-From Personal Computers to Personal Fabrication)に記されている。この本が出版されて以来、ファブラボの概念は急速に世界に知られることとなり、現在では「１年でファブラボは２倍に増える」とまで言われている。
また、ファブラボの機材を用いたものづくり教育は、MITの「（ほぼ）あらゆるものをつくる方法(How to make (Almost)Anything)」という名の人気講座（MAS.863）で体系化されていった。この講座は今も秋学期に開講されている。同時に、CBAは世界のファブラボを繋いだ遠隔教育「ファブアカデミー」の試みを2009年より行っており、「（ほぼ）あらゆるものをつくる方法(How to make (Almost)Anything)」と概ね同等のカリキュラムを無償で配信している。
　また、開かれていることからファブラボはオープンイノベーションの形態の一つとされる。

## 設備
ファブラボの設備の中には、以下のようなものがある。
- レーザカッター,プラズマカッター,ウォーターカッター,ビニールカッター - 紙、ビニール、アクリル、板、フェルトといった面材板材の切断。
- ミリングマシン - コンピュータ制御の切断機・旋盤など。板、ワックス、プラスチック、銅板などを彫塑する。
- ラピッドプロトタイパー - 3Dプリンタでのプラスチック印刷
- 3次元スキャナー - 3次元の立体形状取得

## ファブラボの位置
2021年6月現在、127カ国に2026のラボが存在する。以下は2010年7月時点でのリストで、国名のアルファベット順。

### アフガニスタン
- ジャラーラーバード（タージマハル迎賓館）

### コスタリカ
- カルタゴ (コスタリカ)（コスタリカ工科大学）

### コロンビア
- メデリン（ファブラボ・メデリン）

### ドイツ
- アーヘン（RWTHアーヘン大学）

### ガーナ
- セコンディ・タコラディ（タコラディ技術大学）

### アイスランド
- ヴェストマン諸島（アイスランドイノベーションセンター）

### インド
- アフマダーバード（ナショナルイノベーション財団）
- デリー（Netaji Subhas Institute of Technology）
- カーンプル（インド工科大学）
- パバル（Vigyan Ashram）
- プネー（プネー工科大学）

### 日本
2011年、日本初のファブラボとして、FabLab Kamakura（神奈川県鎌倉市）とFabLab Tsukuba（茨城県つくば市）がオープンした。現在、全16個所にある。
- 鎌倉（FabLab Kamakura）
- つくば（FabLab Tsukuba）＊改装のため現在休業中
- 渋谷（FabLab Shibuya）＊神田錦町に移転（ファブラボ神田錦町）
- 太宰府（FabLab Dazaifu）
- 横浜（FabLab Kannai）
- 大阪（FabLab Kitakagaya）
- 仙台（FabLab SENDAI-FLAT）
- 大分（FabLab Oita）
- 佐賀（FabLab Saga）
- 浜松（FabLab Hamamatsu）
- 山口（FabLab Yamaguchi）
- 平塚（FabLab Hiratsuka）※みなとみらいに移転（ファブラボみなとみらい）
- おおた(おおたfab）
- 世田谷（FabLab Setagaya at IID）
- 紫波（FabLab Shiwa｜OGAL-LAB）
- 長野（FabLab Nagano）
- 品川（FabLab Shinagawa）
- 栗山（FabLab Kuriyama）

### ケニア
- キスム（ARO）
- ナイロビ（ナイロビ大学）

### オランダ
- アムステルダム（ワッグ協会）
- アイントホーフェン（フリーフォームファボ）
- フローニンゲン（ファブラボフローニンゲン）
- デン・ハーグ（カブファブラボ）
- ユトレヒト（プロトスペース）

### ノルウェー
- ヌール・トロンデラーグ県（Hoylandet Kommune）
- トロムス県（Solvik Gard）

### ロシア
- モスクワ（MHTChファブラボ）

### スペイン
- バルセロナ（カタロニア建築大学）
- ベルメオ（デノクルン）

### 南アフリカ
- ブルームフォンテーン（中央工業大学）
- ケープタウン（ケープ技術デザイン大学）
- キンバリー（北ケープ州高等教育大学）
- ポチェフストルーム（ノースウェスト大学）
- ハウテン州（ブライトユース会議）

### スイス
- ルツェルン（ファブラボスイス）

### イギリス
- マンチェスター（ファブラボマンチェスター）

### アメリカ
- カリフォルニア州
  - パロアルト（スタンフォードラーニングファブラボ）
  - サンディエゴ（ヘッズ・オン・ファイアー）
- フロリダ州
  - サラソータ（ジーウィズ科学博物館）
- イリノイ州
  - シカゴ（ファブラボMSI）
  - アーバナ・シャンペーン（イリノイ大学）
- マサチューセッツ州
  - ボストン（サウスエンドテクノロジーセンター）
- ミシガン州
  - フリント（モットコミュニティーカレッジ）
- ミネソタ州
  - ホワイトベアレイク（センチュリーカレッジ）
- ニューヨーク州
  - サウス・ブロンクス地区（サスティナブルサウスブロンクス）
- オハイオ州
  - クリーブランド（MS2STEM高校）
  - イースト・クリーブランド（MS2STEM高校）
  - イリリア（ロレイン郡コミュニティカレッジ）
  - 移動ファブラボ（Mobile fab lab）
- ロードアイランド州
  - プロビデンス（AS220）
- ウィスコンシン州
  - アップルトン（フォックスバレーテクニカルカレッジ）
  - メノモニー（ウィスコンシンスタウト大学）